# Steve Aoki
Steven Hiroyuki Aoki (kiejtése: /eɪˈoʊki/ vagy [aoki]; japánul: スティーヴン・ヒロユキ・アオキ, Miami, 1977. november 30. –) zenei producer, DJ.
Olyan előadókkal dolgozott együtt, mint will.i.am, Afrojack, az LMFAO, a Linkin Park, Iggy Azalea, Lil Jon, a blink-182, Laidback Luke, a BTS, Monsta X, Louis Tomlinson, a Backstreet Boys, a Rise Against, Vini Vici, Lauren Jauregui és a Fall Out Boy. Több előadó dalait is remixelte.
Aoki több Billboard-listás stúdióalbumot is kiadott, nevezetesen a Wonderlandet, amelyet 2013-ban Grammy-díjra jelöltek.  A Steve Aoki Charitable Fund alapítója, amely a globális humanitárius segélyszervezetek számára gyűjt pénzt. 2019-ben Aoki kiadott egy memoárt Blue: The Color of Noise címmel.